# 趙宸
趙宸（1506年—？），字德聰，直隸保定府定興縣人，民籍，明朝政治人物。

## 生平
順天府鄉試第一百二十二名舉人。嘉靖二十三年（1544年）中式甲辰科會試第四十九名，登第三甲第一百四十六名進士。授洪洞县知县，二十八年十一月选授南京浙江道試御史。

## 家族
曾祖趙剛；祖父趙讓；父趙自，母張氏。慈侍下。兄趙寅。弟趙宇、趙宦。